# 野路由紀子
野路 由紀子（のじ ゆきこ、1952年（昭和27年）10月20日 - ）は、日本の歌手。福井県越前市（旧武生市）出身。ミュージックオフィス合田所属。

## 人物
魚屋の娘として生まれ、小さな頃から同じ境遇の美空ひばりに憧れて歌手を志す。高校を中退し、歌手を目指して上京し、聖川湧に出会いレッスンを受ける。
1971年（昭和46年）、デビュー曲の「私が生まれて育ったところ」がいきなりヒットした。この年は同じ福井県出身の五木ひろしをはじめ、小柳ルミ子、天地真理、南沙織、野口五郎などがデビューした新人豊作の年であった。この曲は“ディスカバージャパン”と言われていた当時の日本が見直されたことを反映したヒット曲であった。
続いて、1972年（昭和47年）にはTBSドラマ主題歌となった「北信濃絶唱」、1973年には「嫁入り舟」と毎年コンスタントにヒットを飛ばした。その後は長く売れない時期が続いたが、1988年（昭和63年）に発売した「しのび宿」が久々のヒットとなる。
1995年から10年程自由が丘でスナックを開いたこともあったが、歌手業専念のため、2005年に閉店。結婚歴はあり、一人娘がいて、R&B歌手YUKALIとして活動している。
2006年から歌手活動を本格的に再開し、新曲「ラストメール」も発売。2013年12月31日、『第46回年忘れにっぽんの歌』（テレビ東京）に出演。
2006年に復帰パーティを行った都内ホテルの会場にはかつて所属していたバーニングプロダクションの社長周防郁雄や部長の河西成夫も姿を見せた。
2021年11月、出身地の越前市にUターンして移住。現在は地元を拠点にして活動している。

## 主な出演

### テレビ

#### 歌番組
- オールスター家族対抗歌合戦（フジテレビ）
- 名曲ベストヒット歌謡（2007年3月26日、テレビ東京）
- 第39回夏祭りにっぽんの歌（2008年7月4日、テレビ東京）
- 第42回年忘れにっぽんの歌（2009年12月31日、テレビ東京）
- BS日本のうた（2010年3月14日、NHK BS2）
- NHK歌謡コンサート（2010年9月14日、NHK総合）
- 第44回年忘れにっぽんの歌（2011年12月31日、テレビ東京）
- 木曜8時のコンサート〜名曲!にっぽんの歌〜（2012年7月5日、テレビ東京）
- 第45回年忘れにっぽんの歌（2012年12月31日、テレビ東京）
- 第46回年忘れにっぽんの歌（2013年12月31日、テレビ東京）
- 第47回年忘れにっぽんの歌（2014年12月31日、テレビ東京）

#### ドラマ
- 新・番頭はんと丁稚どん（1972年、NET）
- 殉愛（1988年、TBS・花王 愛の劇場）

#### その他
- 野路由紀子 歌めぐり 私が生まれて育ったところ（2022年4月 - 、丹南ケーブルテレビ）[2]

### ラジオ
- R*B Freak!（2013年5月、FM横浜）